# One Day International
En One Day International (ODI) er en form for limited-overs cricket, hvilket er en fællesbetegnelse for Twenty20 og One Day cricket. One Day Internationals (ODIs) spilles mellem to landshold, hvor hvert hold spiller én inning, som højst består af 50 overs. Verdensmesterskabet i cricket spilles i dette format. Den internationale en-dags kamp blev udviklet sent i det 20. århundrede. Den første ODI blev spillet den 5. januar 1971 mellem Australien og England på Melbourne Cricket Ground.[kilde mangler]
| Sport | Spire Denne artikel om sport er en spire som bør udbygges. Du er velkommen til at hjælpe Wikipedia ved at udvide den. |